# Фаурешти (Затрени)
Фаурешти (рум. Făurești) насеље је у Румунији у округу Валча у општини Затрени. Oпштина се налази на надморској висини од 223 m.

## Становништво
Према подацима из 2011. године у насељу је живело 179 становника.